# Comuna Panivți, Camenița
Panivți (în ucraineană Панівці) este o comună în raionul Camenița, regiunea Hmelnîțkîi, Ucraina, formată din satele Panivți (reședința), Țîbulivka și Zubrivka.

## Demografie
Componența lingvistică a comunei Panivți
     Ucraineană (98,13%)
     Rusă (1,69%)
     Alte limbi (0,06%)
Conform recensământului din 2001, majoritatea populației comunei Panivți era vorbitoare de ucraineană (98,13%), existând în minoritate și vorbitori de rusă (1,69%).